# Tomás Rincón
Tomás Eduardo Rincón Hernandez (* 13. Januar 1988 in San Cristóbal) ist ein venezolanischer Fußballspieler.

## Karriere

### Im Verein

#### Anfänge
Rincón spielte bei Deportiva Monseñor Arias Blanco, einer Fußballschule in seiner Geburtsstadt. Seine Mutter verstarb, als er 14 Jahre alt war. Mit 16 Jahren ging er zu Unión Atlético Maracaibo, für die er 2006 in der B-Mannschaft debütierte. Sein Trainer zu jener Zeit war Carlos Maldonado. Im Januar 2007 wechselte er zum seinerzeit von Darío Martínez trainierten Zamora FC und im Juli 2008 zu Deportivo Táchira.

#### Hamburger SV

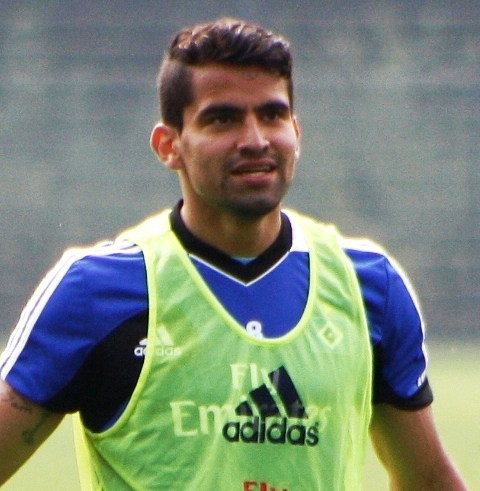
Rincón während seiner Zeit beim HSV (2013)

Im Januar 2009 wechselte Rincón zunächst auf Leihbasis zum Hamburger SV. Am 20. Februar 2009 wurde ihm die Spielberechtigung für die Bundesliga erteilt. Im ersten halben Jahr kam er jedoch nicht zu einem Pflichtspieleinsatz und war nach eigener Aussage insbesondere mit der Anpassung an die neuen, ungewohnten Lebensumstände in Deutschland beschäftigt. In der Folgezeit war laut Rincón dann der zur Saison 2009/10 zum Hamburger Kader hinzustoßende Brasilianer Zé Roberto seine größte Integrationshilfe. Im Laufe seiner Karrierestation beim HSV lernte Rincón auch die deutsche Sprache. Im Dezember 2009 unterschrieb er beim HSV einen Vertrag, der am 1. Januar 2010 begann und bis zum 30. Juni 2014 lief. Zur Bundesligasaison 2011/12 setzte der HSV vorwiegend auf junge Spieler. Daher bekam Rincón die Chance auf einen Stammplatz im HSV-Mittelfeld auf der sogenannten „Doppelsechs“, konnte diese Chance aber nicht langfristig nutzen.
Im August 2013 wurden Rincón und sein Mannschaftskamerad Dennis Aogo vom HSV für ein Spiel suspendiert, nachdem sie beide nach einer 1:5-Heimniederlage gegen die TSG 1899 Hoffenheim zwei trainingsfreie Tage zu einer Reise nach Mallorca genutzt hatten.

#### Wechsel nach Italien
Nach der Saison verließ Rincón den Verein nach Auslaufen seines Vertrages und schloss sich zur Saison 2014/15 dem italienischen Erstligisten CFC Genua an. Für Genua bestritt er insgesamt 78 Ligaspiele und schoss drei Tore.
Anfang Januar 2017 wechselte Rincón zu Juventus Turin. Er erhielt einen bis zum 30. Juni 2020 gültigen Vertrag und kostete acht Millionen Euro Ablöse, die sich um eine Million Euro erhöhen kann. Nach Presseberichten beinhaltet die vertragliche Gestaltung zunächst ein halbjähriges Leihgeschäft inklusive einer obligatorischen Kaufoptionsklausel. Rincón ist damit der erste venezolanische Fußballspieler in der Klubgeschichte der Turiner. Am 17. Mai 2017 gewann er mit Juventus Turin die Coppa Italia.
Zur Saison 2017/18 wechselte Rincón zunächst für drei Mio. Euro auf Leihbasis zum Stadtrivalen FC Turin. Bei einer bestimmten Anzahl an Einsätzen war der FC Turin verpflichtet, für sechs Mio. Euro die Transferrechte an Rincón zu erwerben. Dies trat Anfang Februar 2018 ein, nachdem Rincón zu 22 Serie-A- und zwei Coppa-Italia-Einsätzen gekommen war. Anfang 2022 folgte dann eine Ausleihe zum Ligarivalen Sampdoria Genua. Seit August 2023 spielt er in Brasilien für den FC Santos.

### In der Nationalmannschaft
Rincón spielte bereits ab dem 15. Lebensjahr in den Nachwuchsnationalmannschaften. Er nahm mit der U-17-Auswahl an der U-17-Südamerikameisterschaft 2005 in Venezuela und mit der U-20 Venezuelas an der U-20-Südamerikameisterschaft 2007 in Paraguay teil. 2008 debütierte er unter Nationaltrainer César Farías in der venezolanischen A-Nationalmannschaft und wurde schnell Stammspieler. Im Juli 2011 wurde er in den Kader der Nationalmannschaft zur Copa América 2011 berufen. Er trug trotz zweier Platzverweise durch starke Leistungen wesentlich zum guten Abschneiden Venezuelas (vierter Platz) bei und wurde zum besten Spieler der Copa gewählt. Im Zuge eines Freundschaftsspiels gegen die Auswahl Japans am 16. November 2018 erzielte Rincón per Elfmeter sein erstes Tor für Venezuela.
Am 14. Oktober 2019 bestritt er beim Freundschaftsspiel gegen Trinidad und Tobago sein 100. Länderspiel.

## Erfolge
- Italienischer Meister: 2016/17
- Italienischer Pokalsieger: 2016/17

Santos
- Série B: 2024